# Alquimia e química no Islã medieval
Alquimia e química no Islã medieval refere-se ao estudo tanto da alquimia tradicional quanto os primórdios da química prática (a investigação química primordial da natureza em geral) pelos estudiosos no mundo Islâmico medieval. A palavra alquimia derivou da palavra arábica الكيمياء al-kīmīā. ou e pode ter derivado da antiga palavra egípcia kemi, significando preto.
Após a queda do Império Romano do Ocidente, o centro do desenvolvimento alquímico moveu-se para o Império Árabe e a civilização Islâmica. Muito mais é conhecido sobre a alquimia Islâmica porque esta foi melhor documentada; na verdade, a maioria dos escritos mais antigos que têm vindo ao longo dos anos foram preservados como traduções árabes..